# A-RAM
 A-RAM (Advanced-Random Access Memory) este un tip de memorie DRAM bazată pe celule cu un singur tranzistor (1T-DRAM). Această tehnologie a fost dezvoltată de Noel Rodriguez și Francisco Gamiz la Universitatea din Granada, Spania, în colaborare cu Sorin Cristoloveanu de la Centrul Național Francez de Cercetări Științifice, Franța. Memoria A-RAM, spre deosebire de memoria DRAM convențională, nu necesită element de stocare a informațiilor (condensator de stocare). Fiecare bit este stocat într-un tranzistor special conceput. 
Noutatea sa provine din partiționarea corpului tranzistorului în două regiuni ultra-subțiri distincte separate printr-un dielectric. Spațiile sunt limitate fizic în semicorpul superior și guvernează curentul de electroni care curge în semicorpul inferior.  A-RAM poate fi folosită în sisteme înglobate de mică putere, deoarece prezintă definiție îmbunătățită a stării, retenție, scalabilitate și forme de undă simple pentru liniile de cuvinte și biți.